# Xocavənd (Ağcabədi)
Xocavənd è un comune dell'Azerbaigian situato nel distretto di Ağcabədi. Conta una popolazione di 3 018 abitanti.